# Smiełyj (1902)
Smiełyj (ros. Смелый) – rosyjski niszczyciel z początku XX wieku, jeden z 27 okrętów typu Sokoł.
Wyporność okrętu wynosiła około 250 ton, a jego główne uzbrojenie stanowiło pojedyncze działo kalibru 75 mm wsparte lżejszą artylerią oraz bronią torpedową. Napędzana maszynami parowymi jednostka rozwijała prędkość niespełna 27 węzłów, osiągając zasięg 450–660 Mm przy prędkości 13 węzłów.
Okręt został zwodowany 10 lutego 1902 roku w Port Artur pod nazwą „Gorlica” (Горлица), a do służby w Marynarce Wojennej Imperium Rosyjskiego wszedł we wrześniu 1903 roku jako „Smiełyj”, w składzie Eskadry Oceanu Spokojnego. Brał udział w obronie Port Artur podczas wojny rosyjsko-japońskiej. W styczniu 1905 roku został internowany w niemieckim porcie Tsingtau. W trakcie I wojny światowej służył na Dalekim Wschodzie. Podczas wojny domowej został przejęty przez Japończyków, a następnie złomowany w 1923 roku.

## Projekt i budowa
„Smiełyj” był jednym z 27 niszczycieli typu Sokoł, spośród których 26 wykonanych zostało przez rosyjski przemysł okrętowy na wzór zbudowanego w Wielkiej Brytanii w 1895 roku „Sokoła”. Prototypowy „Sokoł” był jednym z pierwszych i najnowocześniejszych niszczycieli na świecie, lecz na skutek szybkiego rozwoju tej klasy okrętów na przełomie wieków oraz opóźnienia z budową serii, okręty seryjne w chwili wejścia do służby były już przestarzałe, mniejsze i słabiej uzbrojone od nowych niszczycieli. Formalnie początkowo klasyfikowane były w Rosji jako torpedowce, przed wyodrębnieniem w 1907 roku klasy niszczycieli (dosłownie: torpedowców eskadrowych, ros. eskadriennyj minonosiec), aczkolwiek faktycznie od początku nazywane były niszczycielami.
Budowę niszczyciela zamówiono 8?/20 października 1898 roku w Zakładach Newskich w Petersburgu jako jednego z siedmiu, a ostatecznie dziewięciu budowanych tam niszczycieli tego typu przeznaczonych do wysłania w stanie rozmontowanym na Daleki Wschód. Budowę rozpoczęto tam według niektórych źródeł w 1899 roku. Pod koniec 1900 roku skompletowany okręt w częściach przewieziono statkiem do Port Artur. Stępkę pod jego budowę na miejscu położono w 1901 roku. Pierwotnie nosił nazwę „Gorlica” (Горлица, pol. turkawka), lecz po zmianie nazewnictwa rosyjskich niszczycieli 9/22 marca 1902 roku przemianowano go na „Smiełyj” (Смелый, pol. śmiały). Okręt został zwodowany 28 stycznia?/10 lutego 1902 roku. 31 sierpnia?/13 września 1902 roku niszczyciel rozpoczął odbiorcze próby morskie. 2?/15 września 1903 roku został odebrany przez skarb cesarski.

## Dane taktyczno-techniczne
Okręt był czterokominowym niszczycielem z taranowym dziobem. Długość całkowita wykonanego ze stali niklowej kadłuba wynosiła 57,91 metra, szerokość 5,64 metra i zanurzenie 2,29 metra. Wyporność normalna wynosiła 240 ton, a pełna 258 ton. Okręt napędzany był przez dwie maszyny parowe potrójnego rozprężania o mocy 3800 KM, poruszające dwie śruby . Parę dostarczało osiem kotłów wodnorurkowych typu Yarrow. Prędkość projektowa wynosiła 26,5 węzła, natomiast „Smiełyj” rozwinął podczas prób maksymalną prędkość średnią 26,75 węzła. Pełny zapas węgla wynosił 60 ton. Zapewniał on zasięg wynoszący od 450 do 660 Mm przy prędkości 13 węzłów .
Główne uzbrojenie artyleryjskie stanowiło pojedyncze działo kalibru 75 mm Canet o długości 50 kalibrów (L/50), umieszczone na platformie nad sterówką, strzelające pociskami o masie 4,9 kg, z zapasem 160 pocisków przeciwpancernych. Uzbrojenie uzupełniały trzy pojedyncze działa kalibru 47 mm Hotchkiss M1885 L/40 (dwa umieszczone na burtach za pomostem bojowym i jedno na samej rufie). Strzelały pociskami o masie 1,5 kg, a zapas amunicji wynosił 800 sztuk. Okręt wyposażony był w dwie pojedyncze obrotowe wyrzutnie torped kalibru 381 mm, umieszczone w osi podłużnej na pokładzie na rufie, z zapasem sześciu torped. Torpeda Whiteheada typu L wzór 1898 miała długość 5,18 metra i masę 430 kg (w tym głowica bojowa 64 kg), a jej zasięg wynosił 600 metrów przy prędkości 29–30 węzłów i 900 metrów przy 25 węzłach .
Załoga okrętu liczyła początkowo 52 osoby, w tym czterech oficerów, później stan wzrastał do 55 osób.

## Służba

### Wojna rosyjsko-japońska 1904–1905
Niszczyciel został wcielony do służby w Marynarce Wojennej Imperium Rosyjskiego po zakończeniu prób odbiorczych prowadzonych pod koniec 1902 roku, pod nazwą „Smiełyj”, natomiast formalnie odebrany został 2?/15 września 1903 roku. Wraz z innymi niszczycielami tego typu bazował w Port Artur, początkowo przydzielony do Flotylli Syberyjskiej, która po wybuchu wojny rosyjsko-japońskiej weszła w skład I Eskadry Oceanu Spokojnego. W momencie wybuchu wojny rosyjsko-japońskiej jednostka wchodziła w skład 2 oddziału niszczycieli, grupującego okręty typu Sokoł. Po otwierającym wojnę nocnym ataku torpedowym niszczycieli japońskich, po północy 27 stycznia?/9 lutego 1904 niszczyciele rosyjskie, w tym „Smiełyj”, poszukiwały bezskutecznie okrętów japońskich, po czym wzięły udział w dziennej bitwie morskiej pod Port Artur, ale nie zostały ostatecznie użyte do ataku torpedowego, mimo takiego zamiaru, ani nie uczestniczyły w walce artyleryjskiej. W nocy z 29 na 30 stycznia?/12 lutego „Smiełyj” wraz z pięcioma innymi niszczycielami i krążownikiem „Bojarin” został wysłany na rekonesans do Zatoki Dalian, zakończony utratą krążownika, który wszedł na minę. 10?/23 lutego 1904 „Smiełyj” i „Sierdityj” wraz z kanonierką torpedową „Gajdamak” zabezpieczały postawienie u wejścia do Zatoki Dziesięciu Okrętów składającej się z 20 min zagrody minowej przez stawiacz min „Amur”. W nocy z 24 na 25 lutego?/9 marca roku „Smiełyj” wraz z siostrzanym „Rastoropnym” wyszły w morze z zadaniem rozpoznania wód na południe od Laotieszanu. Wieczorem 26 lutego?/10 marca okręt uczestniczył w wyjściu głównych sił eskadry portarturskiej z bazy (pięć pancerników, cztery krążowniki, dwa krążowniki torpedowe i siedem niszczycieli), które nie napotkawszy przeciwnika przeprowadziły ćwiczenia taktyczne i powróciły do portu. Ogółem podczas pierwszego miesiąca wojny, do końca lutego (starego stylu), „Smiełyj” 17 razy wychodził bojowo w morze i 11 razy patrolował, przeważnie nocami.
13?/26 marca „Smiełyj” wraz z 10 innymi niszczycielami ochraniał główne siły I Eskadry (pięć pancerników, cztery krążowniki i dwa krążowniki torpedowe), które wyszły na wody na południe od głównej bazy w celu przeprowadzenia ćwiczeń i kontroli żeglugi. Wieczorem 30 marca?/12 kwietnia niszczyciele „Smiełyj”, „Bojewoj”, „Biesszumnyj”, „Wynosliwyj”, „Grozowoj”, „Storożewoj”, „Rastoropnyj” i „Strasznyj” wyszły z misją rozpoznawczą w rejon Wysp Elliota, która zakończyła się utratą „Strasznego”, zatopionego przez japońskie niszczyciele. Płynący razem ze „Strasznym” „Smiełyj” nie mógł udzielić pomocy tonącemu okrętowi z powodu silnego ostrzału przeciwnika, udał się więc na redę Port Artur i zameldował o bitwie. Następnie niszczyciele dołączyły do wychodzącego w morze zespołu z pancernikiem „Pietropawłowsk” z dowódcą I Eskadry admirałem Stiepanem Makarowem na pokładzie, który wkrótce zatonął z większością załogi na postawionej przez Japończyków minie. Ogółem w marcu (starego stylu) „Smiełyj” 11 razy wychodził w morze na zadania bojowe i trzy razy patrolował, natomiast w kwietniu tylko dwa razy wychodził w morze, ale 11 razy patrolował, przeważnie w nocy. Po południu 1?/14 maja „Smiełyj” wraz z pięcioma innymi niszczycielami osłaniał stawiacz min „Amur”, który postawił zagrodę w odległości 11 Mm od lądu na wysokości Złotej Góry. Następnego dnia na postawione przez „Amur” miny weszły japońskie okręty, co zakończyło się utratą pancerników „Hatsuse” i „Yashima”. 13?/26 maja „Smiełyj” znalazł się w zespole 10 niszczycieli wysłanych przez kontradmirała Witgefta do Zatoki Kinchou w celu ataku na japońskie kanonierki operujące tam po bitwie pod Kinchou, jednak nie doszło do spotkania, a podczas wypadu utracony został niszczyciel „Wnimatielnyj”, który wszedł na skały.
W nocy z 27 na 28 maja?/10 czerwca niszczyciel (wraz z siostrzanymi okrętami „Rieszytielnyj”, „Skoryj” i „Strojnyj”) wziął udział w nierozstrzygniętej bitwie z japońskimi niszczycielami z 2 dywizjonu pod Port Artur. Kolejnej nocy na 29 maja?/11 czerwca, podczas wyjścia z zespołem ośmiu niszczycieli, po godz. 1:30 „Rieszytielnyj” zderzył się ze „Smiełym”, uderzając go w burtę w części rufowej; mimo odniesionych uszkodzeń oba niszczyciele powróciły bezpiecznie do bazy. W maju (starego stylu) „Smiełyj” ogółem aż 15 razy wychodził w morze i trzy razy patrolował. Po krótkim remoncie, „Smiełyj” wyszedł w morze kolejny raz 13?/26 czerwca, po czym w tym miesiącu jeszcze pięć razy wyszedł w morze i pięć razy patrolował w zatoce Tahe. 9 lipca?/22 lipca „Smiełyj” i „Strojnyj” dokonały kontroli przewożonego ładunku na płynącym na wodach Zatoki Gołębiej niemieckim statku „Chifu”. 5 sierpnia?/18 sierpnia „Smiełyj” wraz z sześcioma innymi niszczycielami wyszedł do Zatoki Gołębiej (chiń. Jiuwan) na spotkanie transportującego żywność francuskiego statku SS „Georges”, eskortując go w drodze do Port Artur. 10 sierpnia?/23 sierpnia „Smiełyj” wszedł w skład zespołu okrętów rosyjskich (pancernik „Siewastopol” i osiem innych niszczycieli), który w Zatoce Tahe dokonał ostrzału japońskich baterii dział kalibru 76 mm i starł się z krążownikami pancernymi „Kasuga” i „Nisshin”.
11 października „Smiełyj” wszedł w skład liczącego dziewięć niszczycieli zespołu, który udał się do Zatoki Lunwantan w celu postawienia zagrody minowej (niszczyciele „Sierdityj” i „Strojnyj” postawiły łącznie 20 min, w tym dziewięć atrap). 9?/22 listopada „Smiełyj”, „Skoryj”, „Statnyj”, „Storożewoj” i „Włastnyj” wyszły w morze na poszukiwania płynącego do Port Artur z ładunkiem żywności niemieckiego statku „Veteran”. Misja okazała się bezowocna, gdyż „Veteran” został trzy dni wcześniej przechwycony przez japońskie awizo „Tatsuta”. Od 26 listopada?/9 grudnia do 3?/16 grudnia „Smiełyj” wraz z ostatnimi sześcioma sprawnymi niszczycielami uczestniczył w obronie ostatniego pozostałego w Port Artur pancernika „Siewastopol” na redzie przed japońskimi atakami torpedowymi. Między innymi w nocy na 2?/15 grudnia uczestniczył w stoczonej z japońskimi torpedowcami bitwie w obronie pancernika, zakończonej zatopieniem torpedowca nr 42. Przed upadkiem Porta Artura, w nocy z 19 na 20 grudnia 1904?/2 stycznia 1905 roku „Smiełyj” z pięcioma niszczycielami wymknął się z oblężonej twierdzy i dopłynął wieczorem 2 stycznia wraz z „Bojkim” do niemieckiego portu w Chinach Tsingtau, gdzie został po dwóch dniach internowany.

### Dalsza służba w Rosji 1905–1922
W listopadzie 1905 roku, po zakończeniu działań wojennych, niszczyciel został zwrócony Rosji i przypłynął do Władywostoku, wchodząc w skład Flotylli Syberyjskiej . Podczas rewolucji 1905–1907, 4?/17 października 1907 roku okręt uczestniczył w ostrzeliwaniu zrewoltowanego siostrzanego niszczyciela „Skoryj”, prowadzącego do jego uszkodzenia i wyrzucenia na brzeg. W 1910 roku niszczyciel trafił na remont stoczniowy. W 1912 roku dokonano modernizacji uzbrojenia jednostki: zdemontowano wszystkie działa kal. 47 mm, instalując w zamian drugą armatę kal. 75 mm (usytuowaną w pobliżu rufy) i dwa pojedyncze karabiny maszynowe kal. 7,62 mm; według części źródeł zamieniono też dwie wyrzutnie torped kal. 381 mm na wyrzutnie kal. 450 mm . Prócz tego okręt mógł przenosić 10 min .
Podczas I wojny światowej bazował nadal we Władywostoku, nie biorąc udziału w działaniach bojowych. W tym czasie przestarzały niszczyciel osiągał prędkość 22–24 węzły . W trakcie wojny domowej okręt został 30 czerwca 1918 roku zdobyty we Władywostoku przez Japończyków podczas interwencji syberyjskiej, a następnie jego mechanizmy zostały uszkodzone przez wycofujących się Białych w październiku 1922 roku . Przejęty przez Armię Czerwoną niszczyciel został przeznaczony do złomowania w maju 1923 roku.

### Dowódcy
| Imię i nazwisko                                                                                  | od               | do            | uwagi  |
| kmdr por. Maximilian von Schultz                                                                 | 13 kwietnia 1903 | 17 marca 1904 | [ 54 ] |
| kpt. mar. Michaił Bachiriew                                                                      | 18 marca 1904    | 1906          | [ 55 ] |
| Oryginalne nazwy stopni: kapitan 2-go ranga (komandor porucznik), lejtienant (kapitan marynarki) |                  |               |        |